# Nová Kelča
Nová Kelča (in ungherese Kelcse) è un comune della Slovacchia facente parte del distretto di Vranov nad Topľou, nella regione di Prešov.